# Мчади
Мчади (груз. მჭადი — је традиционална грузијска кукурузна проја, која се користи у западној Грузији као хлеб . Може да се користи и као самостално јело.
Назива се још и чади (груз. ჭადი).

## Опис
Мчади је сува и чврста проја. Приликом једења ломи се рукама.
Прави се од кукурузног брашна и воде. Може садржати и додатке: имеретски сир или кувани пасуљ са додатком лука или коријандера и першуна. У Сванетији најчешћи је мчади са сиром, уколико је неслан, додаје се со приликом прављења теста. У горњој Сванетији такав мчади се назива чвиштари, а у Доњој Сванетији — лукнари.
Традиционално се пече (на уљу) у глиненом суду који се назива кеци. У данашње доба најчешће се припрема у металним судовима, или на плочама за печење у пећници.
Према старом грузијском обичају, мајке су деци, која одлазе на пут, правиле мчади са отиском своје руке на кори «дедис хели» (мајчина рука).

## Мчади у књижевности
Мчади се среће у различитим делима грузијске књижевности. Грузијски писац Нодар Думбадзе у свом роману «Видим сунцегруз. მე ვხედავ მზეს (რომანი)» описује процес спремања мчадија, и упоређује га са сунцем, месецом, и воденичким каменом. Песник Важа Пшавела у свом делу «Божићна прича» (груз. საშობაო ამბავი) говори како се гладан човек радује мчадију.